# Hirndruck
Hirndruck ist ein umgangssprachlicher Begriff für den Druck, der im Schädelinneren herrscht (intrakranieller Druck, häufige, auch im Deutschen verwendete Abkürzung ICP für englisch intracranial pressure). Der intrakranielle Druck ist entscheidend für die Durchblutung und somit für die Funktion des Gehirns, da er dem Druck, mit dem das Blut ins Gehirn gepumpt wird, entgegenwirkt. Sind intrakranieller Druck und mittlerer arterieller Blutdruck gleich, wird das Gehirn nicht mehr durchblutet und stellt innerhalb von Sekunden seine Funktion ein und stirbt innerhalb kurzer Zeit ab. Daher ist die Messung des intrakraniellen Drucks ein wichtiger Anhaltspunkt für therapeutische Entscheidungen bei der Behandlung von Patienten mit schweren Hirnschädigungen, z. B. nach einem Schädel-Hirn-Trauma oder einem Schlaganfall.

## Pathophysiologie
Das intrakranielle Volumen besteht aus drei Kompartimenten: dem Hirngewebe, den Hirngefäßen und den Liquorräumen, d. h. den Räumen, die mit Hirnflüssigkeit (Liquor cerebrospinalis) gefüllt sind. Nimmt das Volumen eines Kompartimentes zu, kann dies bis zu einem gewissen Grad durch die Abnahme des intrakraniellen Blut- oder Liquorvolumens ausgeglichen werden, so dass der intrakranielle Druck zunächst nicht ansteigt. Erst nach dem Aufbrauchen dieser sogenannten „intrakraniellen Reserveräume“ nimmt der intrakranielle Druck zu, dann allerdings schlagartig (exponentiell). Der Zusammenhang zwischen intrakraniellem Volumen und intrakraniellem Druck wird als intrakranielle Compliance bezeichnet. Aus der graphischen Darstellung der Compliance kann der eben dargelegte Zusammenhang zwischen intrakraniellem Volumen und intrakraniellem Druck abgelesen werden. Dieses Konzept wurde erstmals von Monro und Kellie Anfang des 19. Jahrhunderts beschrieben und wird als Monro-Kellie-Doktrin bezeichnet.

## Messung
Die Messung des Hirndrucks erfolgt über einen flüssig angekoppelten Druckaufnehmer an einem Ventrikelkatheter oder über eine Messsonde, die epidural, subdural, im Hirngewebe (Parenchym) oder in einer der Hirnkammern (Ventrikel) angeordnet sein kann. Flüssig angekoppelte Druckaufnehmer versagen, wenn der Katheter verstopft und/oder wenn die Hirnkammern ausgepresst sind. Problematisch bei der Anordnung des Messfühlers im Patienten ist, dass der Nullpunkt driftet und nicht nachjustiert werden kann. Dieser Drift ist ein systematischer Drift, der nur die ersten Stunden anhält, nicht während der gesamten Messdauer. Epidurale Messsonden sind mit erheblichen Messfehlern behaftet.
Sonden mit an der Spitze angeordneten Messfühlern sind von den Herstellern Integra, Codman, Raumedic und Sophysa erhältlich. Vom Hersteller Spiegelberg ist ein System erhältlich, bei dem der Druck über eine Luftsäule zu einem außerhalb des Körpers in einem Gerät angeordneten Messfühler übertragen wird. Die Drift des Messgerätes wird durch stündliches Nullen des Systems zum atmosphärischen Druck minimiert. Die Messung des Hirndrucks liefert absolute Werte über den intrakraniellen Druck und je nach Ausprägung des Hirndrucks, welcher im gesunden Menschen je nach Alter von 1.5–20 mm Hg beträgt, es wird der pathophysiologische Prozess auch in pathologischen aufgezeichneten Wellenformen widergespiegelt, den sogenannten Lundberg-Wellen.

## Symptome
Leitsymptom für einen erhöhten Hirndruck ist neben Kopfschmerz und Erbrechen eine Stauungspapille (Ödem im Gewebe der Sehnervpapille), die mittels eines Augenspiegels (Ophthalmoskopie) diagnostiziert werden kann. Treten diese Symptome zusammen auf, spricht man von einer „Hirndruck-Trias“. Als weitere Symptome können Schwindel, Augenmuskellähmung, Bradykardie sowie Atem- und Bewusstseinsstörung auftreten, die von gesteigerter Abwesenheit bis hin zum Koma reichen. Anfänglich kann es jedoch zu einer Bewegungsunruhe kommen. Infolge des Cushing-Reflexes kann es zu einem allgemeinen Anstieg des Blutdrucks und einem Abfall der Herzfrequenz kommen.
Bei Säuglingen kann es zu einem Verdrehen des Augapfels nach unten kommen, was als Sonnenuntergangsphänomen bezeichnet wird.

## Krankheitsursachen
Aufgrund der oben dargestellten pathophysiologischen Gegebenheiten kann eine Erhöhung des intrakraniellen Drucks durch die Zunahme eines oder mehrerer Schädel-Hirn-Kompartimente erfolgen: durch eine Raumforderung des Hirnparenchyms, z. B. durch ein Hirntumor, oder durch die Schwellung des Gehirns (Hirnödem) nach einem Schädel-Hirn-Trauma, einem Schlaganfall oder einer Entzündung des Gehirns, durch die Erhöhung der zerebralen Durchblutung oder durch die Zunahme des Liquorvolumens, z. B. durch eine Abflussstörung.
Da es sich bei der intrakraniellen Drucksteigerung um ein Allgemeinsymptom handelt, kommt hierfür eine breite Palette verursachender Erkrankungen in Frage. In erster Linie ist an den erhöhten Hirndruck im Rahmen der Symptomentrias Erbrechen, Kopfschmerz und intracerebrale Drucksteigerung zu denken. Diese Trias lässt an einen Hirntumor meist im Spätstadium denken. Weiter kommen in Frage Hypertonie, Urämie, Pseudourämie, subdurales Hämatom, Neurolues.

## Komplikationen
Infolge eines Hirndruckanstiegs kann es zur Massenverschiebung und Einklemmung von Teilen des Gehirns kommen.
| 0–10 mm Hg    | 0–14 cm H2O    | normaler ICP            |
| 11–20 mm Hg   | 15–27 cm H2O   | leicht erhöhter ICP     |
| 21–40 mm Hg   | 28–54 cm H2O   | stark erhöhter ICP      |
| über 40 mm Hg | über 55 cm H2O | sehr stark erhöhter ICP |

Nicht der einmalige Hirndruckanstieg, sondern ein dauerhaft stark erhöhter ICP-Wert führt zur sekundären Hirnschädigung und zur Verschlechterung des neurologischen Outcomes.

## Therapie
Grundsätzlich müssen Patienten mit erhöhtem Hirndruck intensivmedizinisch überwacht und behandelt werden.
- Zur Überwachung des Hirndrucks erfolgt möglichst die Anlage einer Hirndrucksonde.
- Die Patienten werden mit um 30° bis 45° erhöhtem Oberkörper gelagert (Kopf möglichst gerade, um den venösen Abfluss nicht zu behindern).
- Zur Behandlung ist im Allgemeinen eine kontrollierte Beatmung erforderlich. Die Beatmung bzw. Atmung sollte mit Messungen des Kohlenstoffdioxidpartialdrucks im Blut und/oder der Ausatemluft mittels Kapnometrie bzw. Blutgasanalyse überwacht werden. Leichte Hyperventilation (PaCO2 35 bis 38 mmHg) führt zur Verengung der Blutgefäße, damit kann der ICP kurzfristig verringert werden (Bei übermäßiger Hyperventilation mit PaCO2-Werten unter 30 mmHg besteht die Gefahr einer verminderten Gehirndurchblutung).[10]
- Glukokortikoide (z. B. Dexamethason, Methylprednisolon) haben abschwellende Wirkung. Ihre Wirksamkeit ist jedoch nur bei vasogenem Hirnödem, also einer Störung der Blut-Hirn-Schranke durch maligne Tumoren oder bakterielle Meningitis, belegt. Glukokortikoide können laut Studienlage beim SHT sogar zu einer erhöhten Mortalität führen und sind daher in diesem Fall kontraindiziert.
- Auch Diuretika können durch eine vermehrte Flüssigkeitsausscheidung über die Nieren das Hirnödem reduzieren.
- Da unter Umständen die Autoregulation des Blutdrucks im Gehirn versagt, muss der Blutdruck bei Patienten mit erhöhtem Hirndruck engmaschig durch eine invasive Blutdruck-Messung überwacht und in physiologischen Grenzen gehalten werden.
- Osmotherapeutika (Mannitol) sind hypertone Lösungen (zur Hirndrucksenkung 1919 von L. Weed und McKibben eingeführt[11]) und können kurzfristig den Hirndruck senken, wenn er kritische Werte erreicht.
- Eine Sedierung, bei Schmerzsymptomen als Analgosedierung, reduziert den metabolischen Bedarf und dadurch den kraniellen Blutfluss, das intrakranielle Blutvolumen und somit den Hirndruck.
- Eine Hypothermiebehandlung kann ebenfalls durch Senkung des Energiebedarfs das betroffene Hirngewebe schützen.
- Die Lumbalpunktion zur Druckentlastung kann kontraindiziert sein, wenn dadurch die Lebensgefahr einer Hirneinklemmung im hinteren Schädel besteht.
- Je nach Ursache kann eine Ableitung der Gehirnflüssigkeit mittels externer Ventrikeldrainage oder mithilfe eines ventrikulo-peritonealen Shunts notwendig sein.
- Als Ultima Ratio kann eine Dekompressionskraniektomie notwendig werden.